# Andreas Achenbach

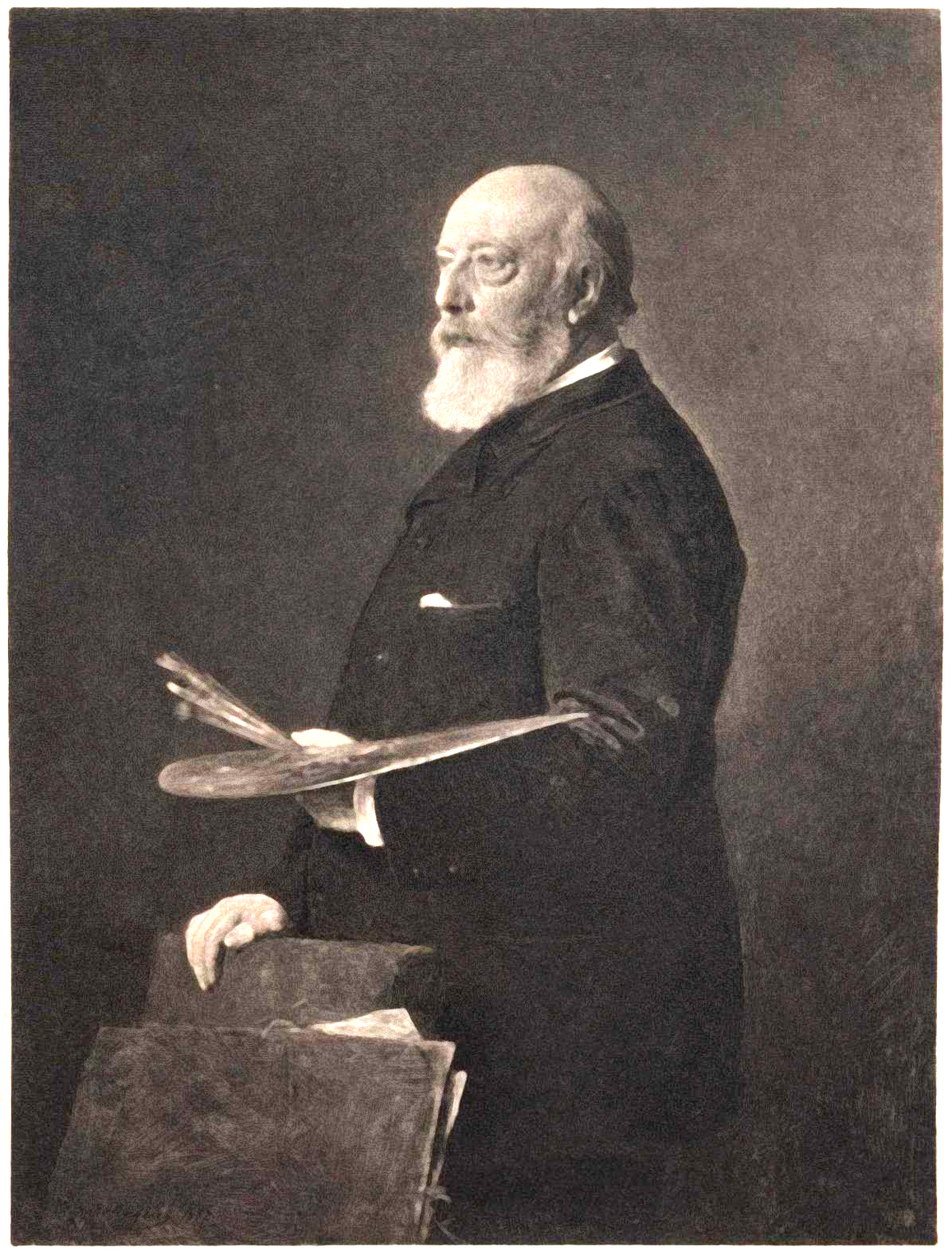
Andreas Achenbach

Andreas Achenbach (Kassel, 29 september 1815 — Düsseldorf, 1 april 1910) was een Duits landschapsschilder.

## Leven en werk
Achenbach werd geboren in 1815 te Kassel. Hij studeerde in Düsseldorf aan de kunstacademie onder Friedrich Wilhelm Schadow. In de periode 1832-1833 maakte hij een reis door Nederland, waar hij de invloed onderging van Jacob van Ruisdael en vooral schilderde aan de Hollandse kust. Ook werkte hij in Oostende. Na 1835 verbleef hij te München en Frankfurt. In zijn vroege periode volgde hij vooral het pseudo-idealisme van de Duitse romantische school, maar in de periode na 1835 werd hij beïnvloed door Louis Gurlitt en werd Achenbach de stichter van de Duitse realistische school.
Achenbach schilderde vooral landschappen en marines (zoals Storm op zee uit 1836 (München, Neue Pinakothek). Hij was een meester op technisch vlak en is historisch belangrijk als een hervormer.
Een aantal van zijn belangrijkste werken is te vinden in Berlijn, München (Neue Pinakothek), Dresden, Darmstadt, Keulen, Düsseldorf, Leipzig en Hamburg.
Zijn broer, Oswald Achenbach, was ook schilder.

## Hollandse en Belgische werken

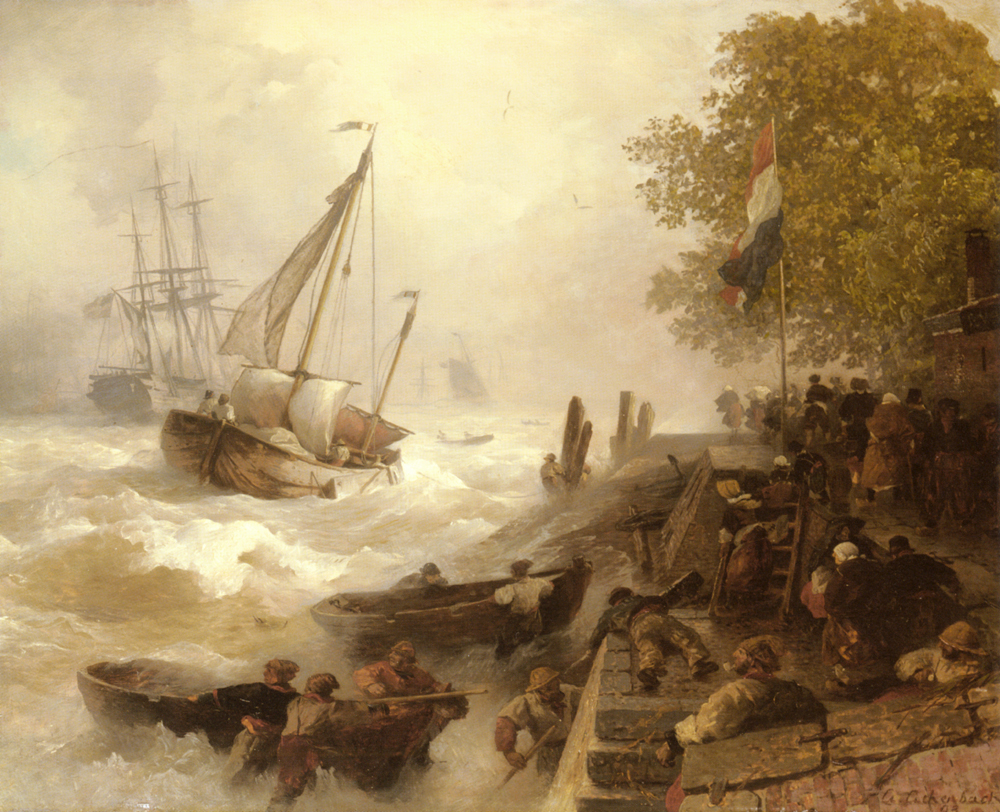
Terugkeer naar de haven bij ruwe zee
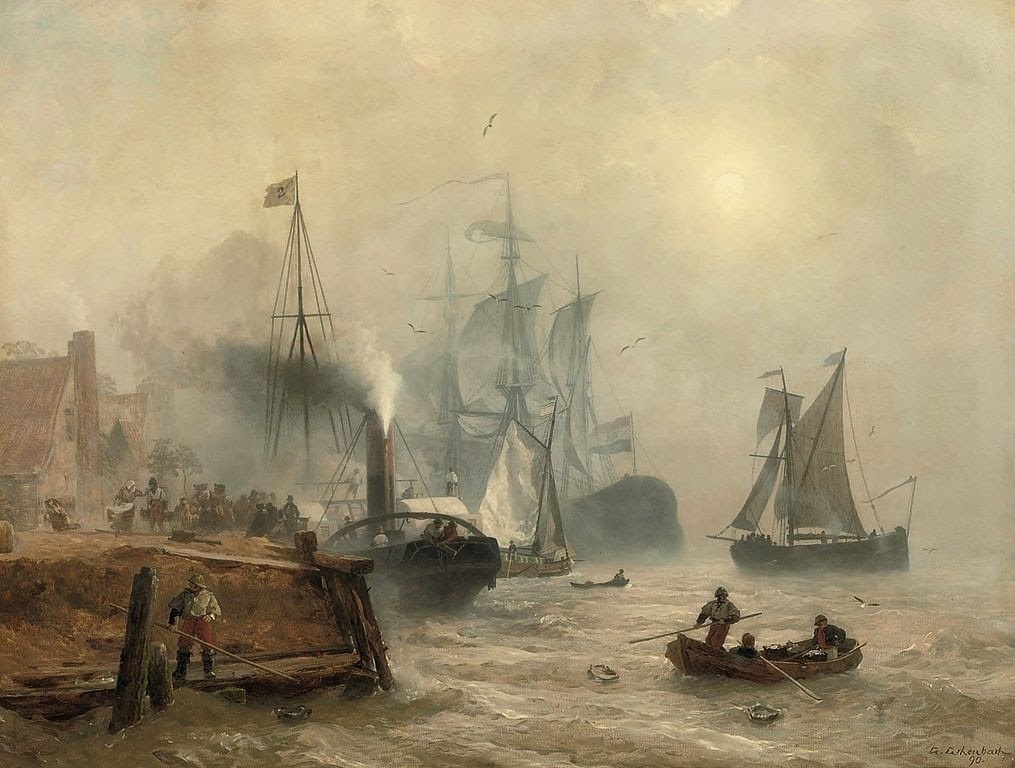
Aangemeerde stoomboot aan een drukke kade
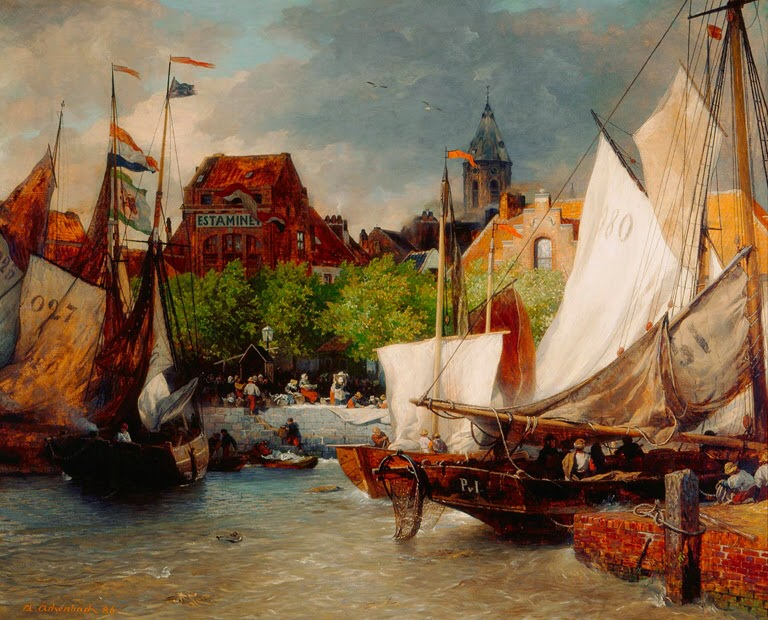
Vismarkt, Oostende
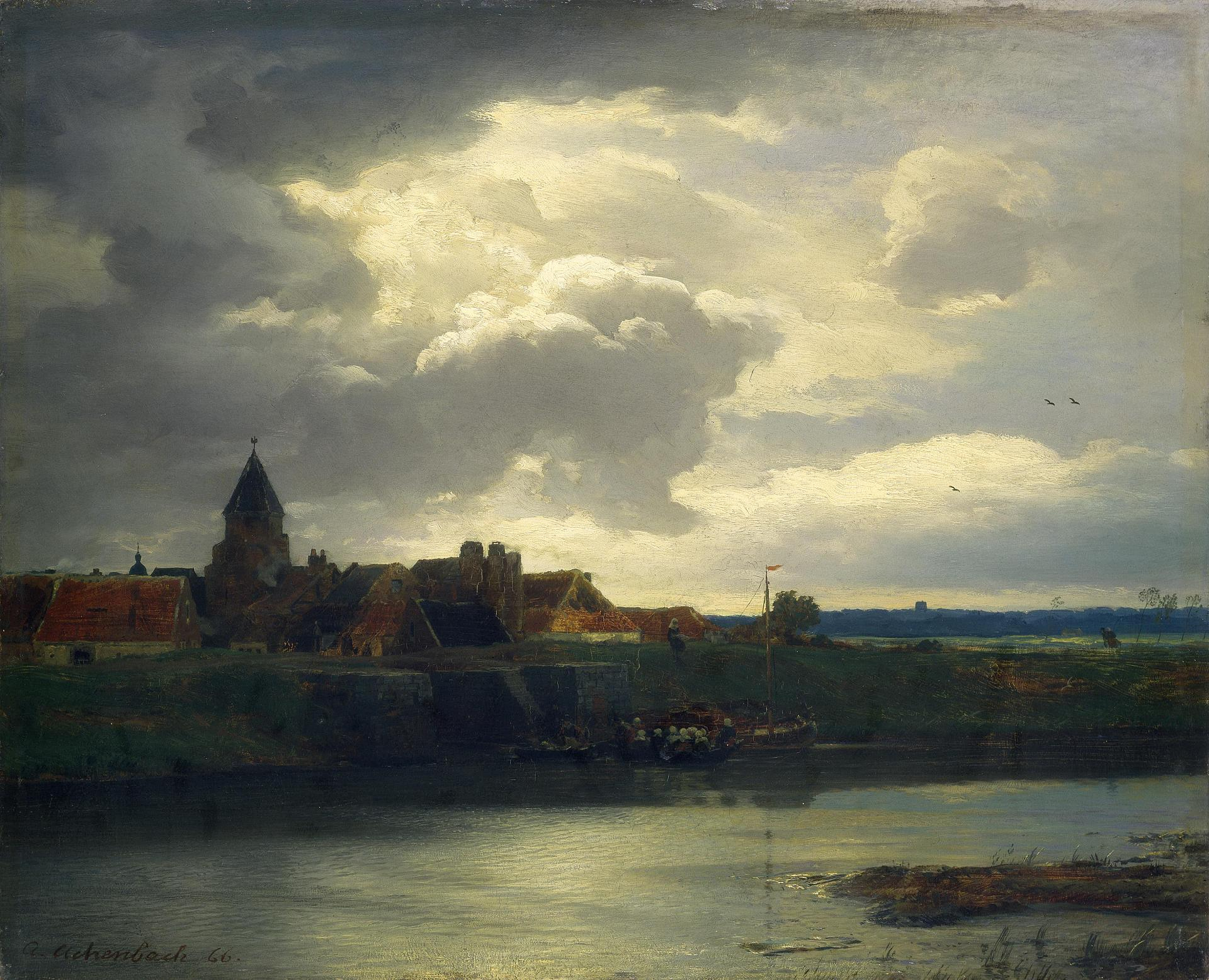
Landschap aan een rivier
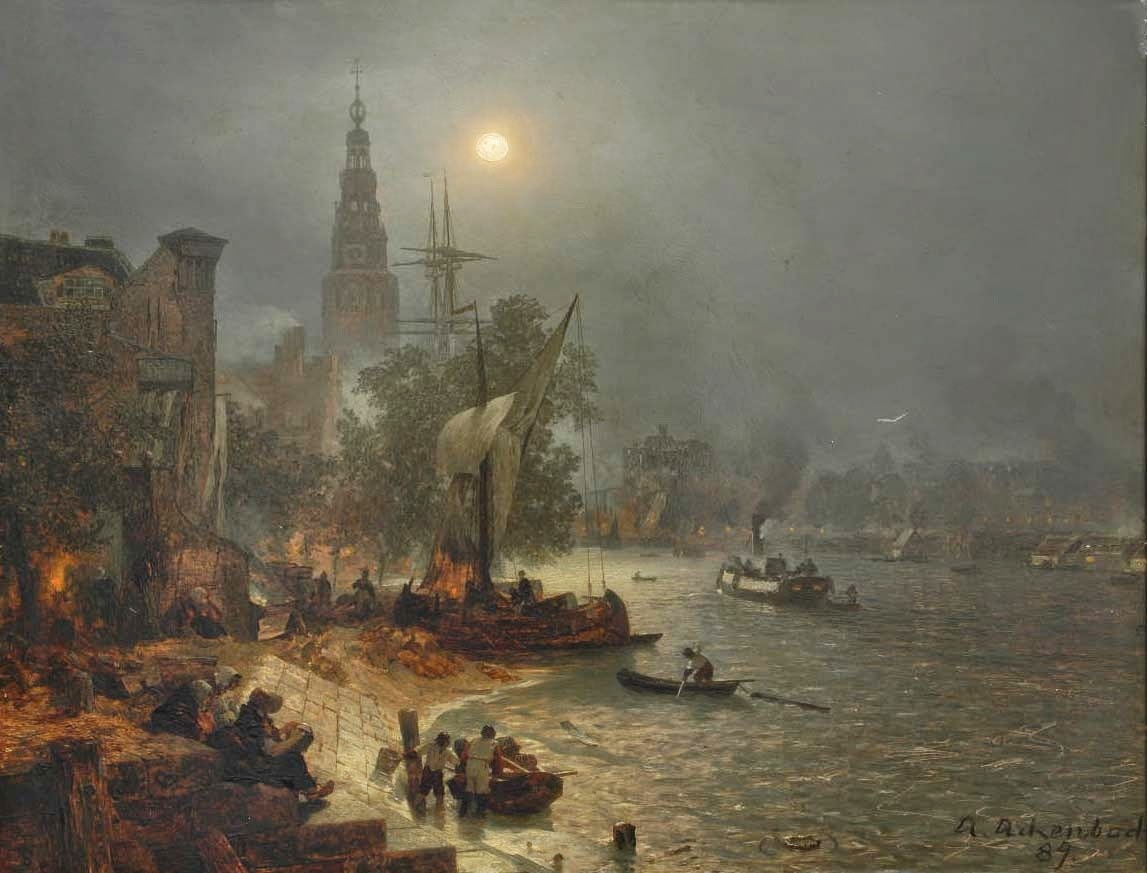
Nachtgezicht,mAmsterdam
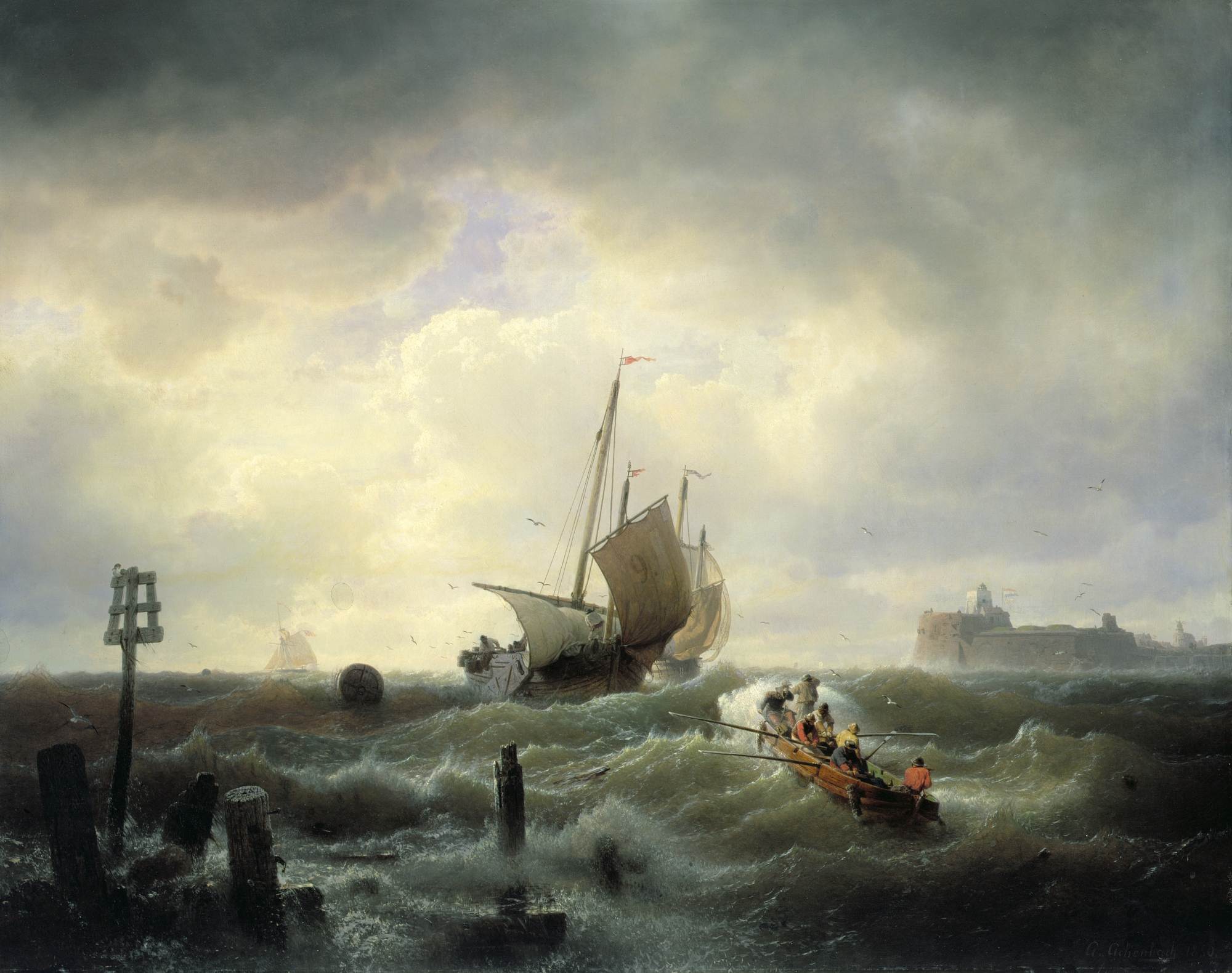
Ingang tot de haven van Hellevoetsluis
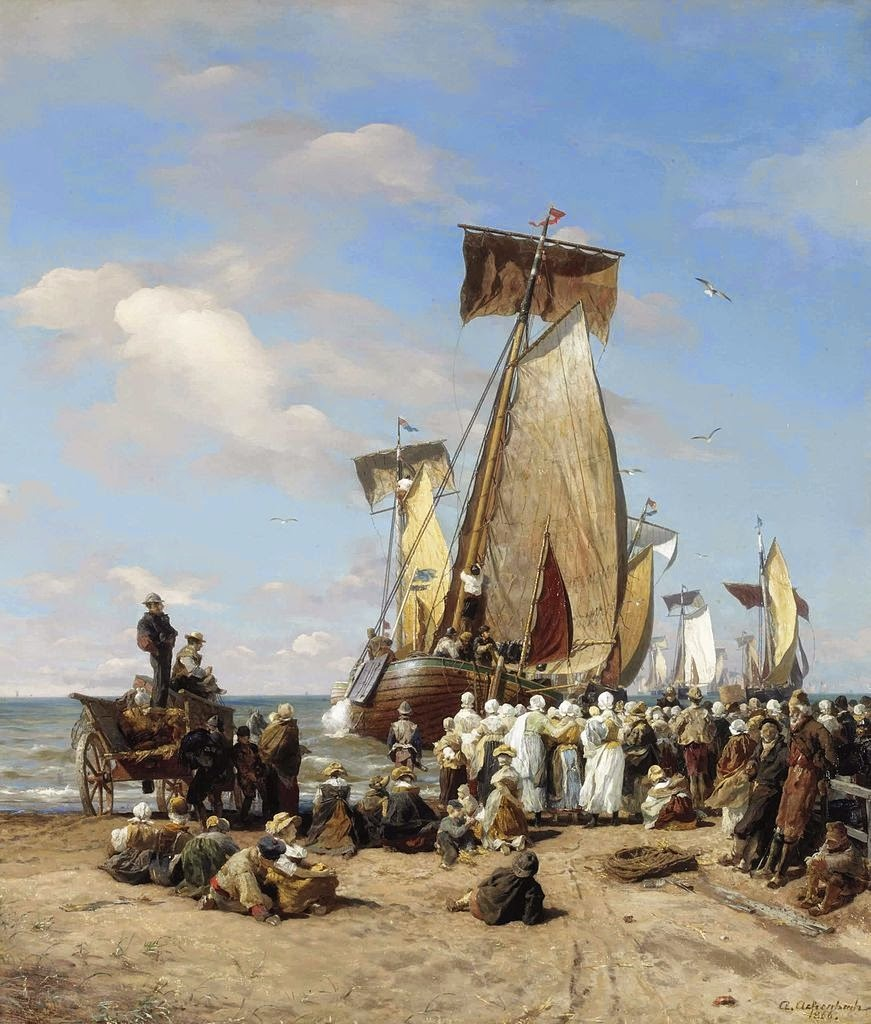
Afscheid van de vloot
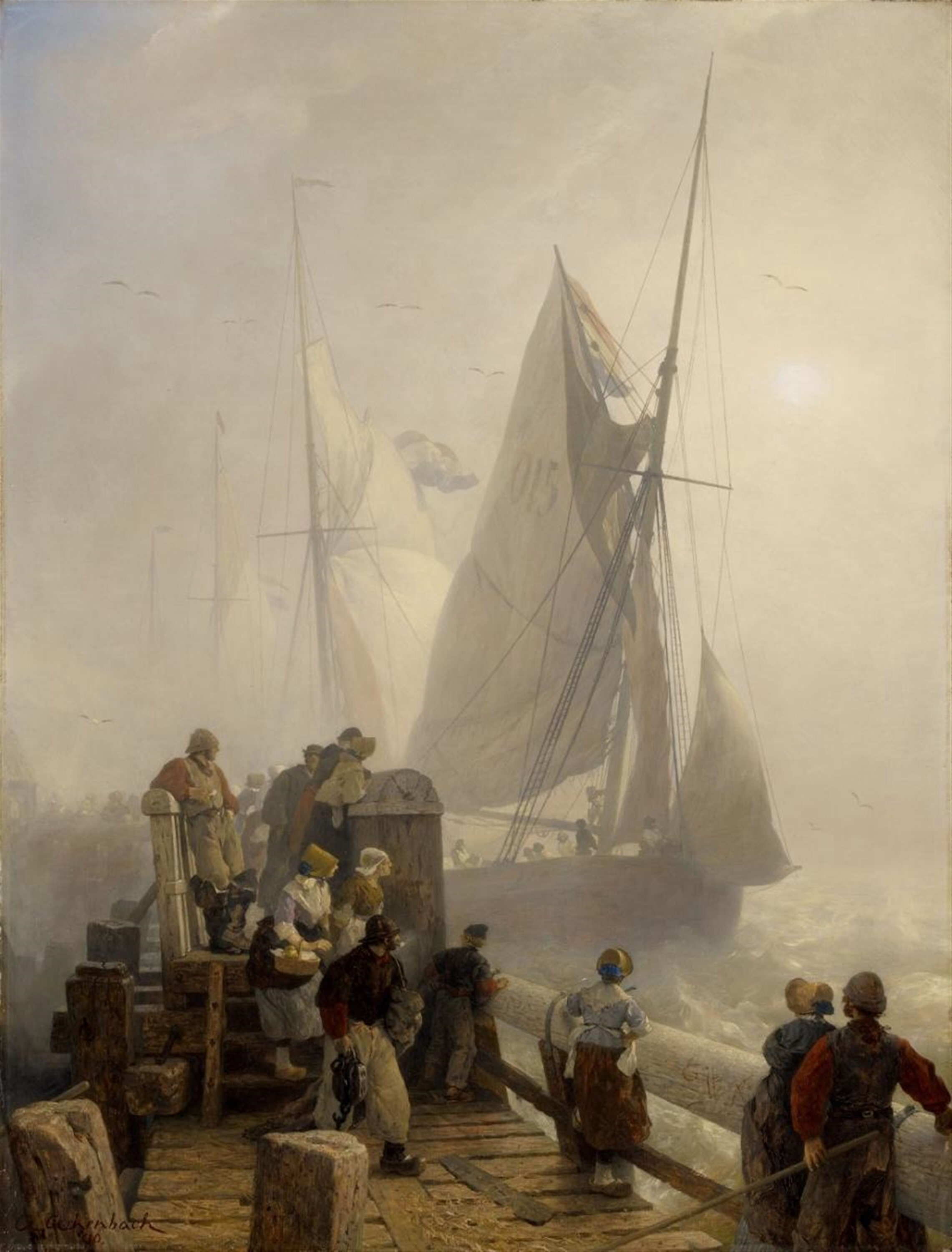
Binnenlopende schepen